# Club Deportivo Vitoria
El Club Deportivo Vitoria es un club de fútbol español de la ciudad alavesa de Vitoria (País Vasco), fundado en 1945. Entre 2015 y 2024 fue filial de la Sociedad Deportiva Eibar.

## Historia
Fundado en 1945, bajo la denominación de Sociedad Deportiva Armentia y Corres, sustituida en 1948 por la denominación de Club Deportivo Vitoria.
El Vitoria vivió sus años dorados entre las temporadas 1955-56 y 1962-63, al disputar 6 temporadas en Tercera División, llegando a disputar un play-off de ascenso a 2.ª División y coincidiendo con el principal equipo de la ciudad, el Deportivo Alavés, dando lugar a choques de gran rivalidad. Además, en esa época contaba con gran cantidad de secciones, tales como: atletismo, gimnasia, balonmano o baloncesto... y un filial, el C.D. Vitoria Txiki.
Tras la pérdida de la categoría y no sería hasta la temporada 2006-2007 cuando se volvió a la Tercera División, donde solo pudo permanecer un año al terminar como colista del grupo. Coincidiendo con el ascenso se resucita el C.D. Vitoria B, que desaparece tras disputar una temporada en la Primera Regional.
En la temporada 2010-11, el Vitoria se convierte en el único equipo que no pierde un solo partido en todas las categorías del fútbol nacional y consigue un nuevo ascenso a Tercera División. Pese a todo, pierde la categoría la temporada siguiente.
Tras tres temporadas en la Regional Preferente, de la mano de Joseba Pérez, el equipo vitoriano consigue el ascenso a la Tercera División.
Además en el año 2015 el conjunto rojillo recibió, junto con otros 9 equipos amateur de Álava la Medalla de Oro de manos del diputado general Javier de Andrés como premio al tesón y esfuerzo de las personas que han trabajado en estos clubes durante más de cinco décadas.
Confirmado su ascenso a 3.ª, en junio de 2015, el club rojillo llega a un acuerdo con la S.D. Eibar para convertirse en el filial del conjunto armero hasta junio de 2016, existiendo la posibilidad de prorrogar el contrato anualmente. Así la S.D. Eibar cubre la necesidad de contar con un filial tras la desaparición de la S.D. Eibar "B" hace 3 años, mientras el equipo vitoriano consigue una fuente de ingresos importante y la posibilidad de contar con un equipo competitivo con jóvenes promesas, aunque el equipo seguirá jugando en Vitoria con los colores originales del equipo y contará con un mínimo de jugadores locales.
En la temporada 2016-17 el equipo consiguió su primer ascenso a 2.ª B tras clasificarse para el play-off de ascenso al finalizar en 2.ª posición y eliminar al CD Azuaga extremeño (0-0, pasó en los penalties con una gran actuación de Markel Areitio), al C. At. Cirbonero navarro (5-0), y al At. Astorga F. C. leonés (2-2, por el valor doble de los goles marcados como visitante). Durante la celebración de los play-off se informó de la absorción del C.D. Torpedo-ZuriBeltz (Regional Preferente de Álava), siendo su entrenador el exjugador del club Sergio Santano.
Para la temporada 2017-18 se produjo un cambio en el banquillo, tras la marcha de Arkaitz Lakanbra a la secretaria técnica de la S.D. Eibar, con la llegada del extécnico de la S. D. Leioa, Igor Gordobil.
En la temporada 2018-19 descendería a Tercera División tras quedar en decimoctava posición, las próximas tres temporadas lograría jugar dos promociones de ascenso sin lograr el objetivo. Con la restructuración de las categorías jugaría la promoción para jugar en Segunda Federación quedándose finalmente en la Tercera Federación tras no lograr pasar de ronda.
Al año siguiente lograría ser subcampeón del grupo IV de Tercera Federación jugando así la promoción de ascenso a Segunda Federación siendo eliminado en la primera ronda tras perder con un global de 1-2 frente a la S. D. Deusto.
En la temporada 2023-24 el Vitoria logró el campeonato del Grupo IV, lo que en un principio implicaba el ascenso del equipo a Segunda Federación. Sin embargo, en julio de 2024 la S. D. Eibar anunció el rompimiento del acuerdo de filiación entre ambos equipos, por lo que la plaza en la cuarta categoría del balompié español será asumida por un nuevo filial armero, mientras que el C. D. Vitoria continuará su andadura como un equipo independiente enfocado en el fútbol formativo y aficionado de ámbito provincial.

## Uniforme
- Uniforme titular: Camiseta blanca con las mangas rojas, pantalón negro y medias rojas.
- Uniforme suplente: Camiseta azulgrana,pantalón azul y medias azulgranas.

## Estadio
El Club Deportivo Vitoria jugaba hasta 2016 sus partidos como locales en las instalaciones municipales de Betoño, concretamente en el campo de hierba natural que posee una grada con capacidad para 400 espectadores.
La temporada 2016-17 jugó como local en el estadio Arrate de la localidad de Nanclares de la Oca, cuyo campo es de hierba artificial y su capacidad de unas 1000 personas.
En la temporada 2017-18 disputó sus partidos como local en el Estadio Municipal de Olaranbe, instalaciones que utiliza habitualmente el Aurrera de Vitoria, en Vitoria. Para la temporada 2018-19 vuelve a cambiar de estadio pasando a jugar como local en el Estadio Municipal de Ellakuri, en la localidad de Llodio, con capacidad para 2550 personas.

## Datos del club
- Temporadas en Primera División: 0.
- Temporadas en Segunda División: 0.
- Temporadas en Segunda División B: 2.
- Temporadas en Segunda Federación: 1.
- Temporadas en Tercera Federación: 3.
- Temporadas en Tercera División: 12.
- Mejor y peor puesto en la liga (en Segunda División B): 15.º (2017-18).

## Temporada por temporada
| Temporada     | División            | Puesto | Copa del Rey |
| ------------- | ------------------- | ------ | ------------ |
| Desde 1945-46 | Regional            | —      |              |
| Hasta 1955-56 | Regional            | —      |              |
| 1956-57       | 3.ª                 | 11.º   |              |
| 1957-58       | 3.ª                 | 18.º   |              |
| 1958-59       | Regional            | —      |              |
| 1959-60       | 3.ª                 | 12.º   |              |
| 1960-61       | 3.ª                 | 2.º    |              |
| 1961-62       | 3.ª                 | 14.º   |              |
| 1962-63       | 3.ª                 | 17.º   |              |
| Desde 1963-64 | Regional            | —      |              |
| Hasta 2005-06 | Regional            | —      |              |
| 2006-07       | Regional Preferente | 1.º    |              |
| 2007-08       | 3.ª                 | 20.º   |              |
| 2008-09       | Regional Preferente | 2.º    |              |
| 2009-10       | Regional Preferente | 6.º    |              |
| 2010-11       | Regional Preferente | 1.º    |              |
| 2011-12       | 3.ª                 | 18.º   |              |
| 2012-13       | Regional Preferente | 6.º    |              |
| 2013-14       | Regional Preferente | 5.º    |              |
| 2014-15       | Regional Preferente | 1.º    |              |
| 2015-16       | 3.ª                 | 6.º    |              |
| 2016-17       | 3.ª                 | 2°     |              |
| 2017-18       | 2.ª B (Grupo II)    | 15°    |              |
| 2018-19       | 2.ª B (Grupo II)    | 18°    |              |
| 2019-20       | 3.ª (Grupo IV)      | 3°     |              |
| 2020-21       | 3.ª (Grupo IV)      | 5°     |              |
| 2021-22       | 3.ª (Grupo IV)      | 6°     |              |
| 2022-23       | 3.ª (Grupo IV)      | 2°     |              |
| 2023-24       | 3.ª (Grupo IV)      | 1°     |              |